# Aire urbaine de Montélimar
L'aire urbaine de Montélimar est une aire urbaine française centrée sur l'unité urbaine de Montélimar. Composée de 29 communes, elle comptait 79 786 habitants en 2017.

## Caractéristiques
D'après la définition qu'en donne l'INSEE, l'aire urbaine de Montélimar est composée de 29 communes, situées dans l'Ardèche et la Drôme. Ses 79 087 habitants font d'elle la 118e aire urbaine de France.
5 communes de l'aire urbaine sont des pôles urbains.
Le tableau suivant détaille la répartition de l'aire urbaine sur les départements (les pourcentages s'entendent en proportion du département) :
| Département | Communes | Communes (%) | Superficie (km²) | Superficie (%) | Population (2017) | Population (%) |
| ----------- | -------- | ------------ | ---------------- | -------------- | ----------------- | -------------- |
| Ardèche     | 8        | 2,4          | 172,78           | 3,15           | 17 412            | 5,31           |
| Drôme       | 21       | 5,64         | 313,25           | 4,83           | 62 374            | 12,17          |

## Communes
Voici la liste des communes françaises de l'aire urbaine de Montélimar.
| Code INSEE | Commune                   | Type                  | Département | Superficie (km²) | Population (2017) | Densité (hab./km²) |
| ---------- | ------------------------- | --------------------- | ----------- | ---------------- | ----------------- | ------------------ |
| 07020      | Aubignas                  | Commune monopolarisée | Ardèche     | +0015,42         | +00 000469,       | +00030,            |
| 07157      | Meysse                    | Commune monopolarisée | Ardèche     | +0019,18         | +0 0001 319,      | +00069,            |
| 07191      | Rochemaure                | Pôle urbain           | Ardèche     | +0024,33         | +0 0002 281,      | +00094,            |
| 07270      | Saint-Martin-sur-Lavezon  | Commune monopolarisée | Ardèche     | +0023,54         | +00 000432,       | +00018,            |
| 07283      | Saint-Pierre-la-Roche     | Commune monopolarisée | Ardèche     | +0009,92         | +000 00059,       | +0 0005,9          |
| 07300      | Saint-Thomé               | Commune monopolarisée | Ardèche     | +0019,65         | +00 000445,       | +00023,            |
| 07319      | Le Teil                   | Pôle urbain           | Ardèche     | +0026,59         | +0 0008 677,      | +00326,            |
| 07346      | Viviers                   | Commune monopolarisée | Ardèche     | +0034,15         | +0 0003 730,      | +00109,            |
| 26005      | Allan                     | Commune monopolarisée | Drôme       | +0028,81         | +0 0001 727,      | +00060,            |
| 26008      | Ancône                    | Pôle urbain           | Drôme       | +0001,59         | +0 0001 341,      | +00843,            |
| 26031      | La Bâtie-Rolland          | Commune monopolarisée | Drôme       | +0008,33         | +0 0001 029,      | +00124,            |
| 26045      | La Bégude-de-Mazenc       | Commune monopolarisée | Drôme       | +0023,62         | +0 0001 656,      | +00070,            |
| 26052      | Bonlieu-sur-Roubion       | Commune monopolarisée | Drôme       | +0006,05         | +00 000469,       | +00078,            |
| 26085      | Châteauneuf-du-Rhône      | Commune monopolarisée | Drôme       | +0027,27         | +0 0002 725,      | +00100,            |
| 26102      | Condillac                 | Commune monopolarisée | Drôme       | +0009,57         | +00 000139,       | +00015,            |
| 26106      | La Coucourde              | Commune monopolarisée | Drôme       | +0011,15         | +0 0001 071,      | +00096,            |
| 26121      | Espeluche                 | Commune monopolarisée | Drôme       | +0011,33         | +0 0001 064,      | +00094,            |
| 26157      | La Laupie                 | Commune monopolarisée | Drôme       | +0009,68         | +00 000756,       | +00078,            |
| 26169      | Malataverne               | Commune monopolarisée | Drôme       | +0016,68         | +0 0002 012,      | +00121,            |
| 26191      | Montboucher-sur-Jabron    | Pôle urbain           | Drôme       | +0009,8          | +0 0002 285,      | +00233,            |
| 26198      | Montélimar                | Pôle urbain           | Drôme       | +0046,81         | +00039 097,       | +00835,            |
| 26251      | Portes-en-Valdaine        | Commune monopolarisée | Drôme       | +0015,04         | +00 000399,       | +00027,            |
| 26257      | Puygiron                  | Commune monopolarisée | Drôme       | +0006,68         | +00 000433,       | +00065,            |
| 26272      | Rochefort-en-Valdaine     | Commune monopolarisée | Drôme       | +0012,8          | +00 000355,       | +00028,            |
| 26305      | Saint-Gervais-sur-Roubion | Commune monopolarisée | Drôme       | +0014,57         | +0 0001 035,      | +00071,            |
| 26312      | Saint-Marcel-lès-Sauzet   | Pôle urbain           | Drôme       | +0003,98         | +0 0001 244,      | +00313,            |
| 26338      | Sauzet                    | Pôle urbain           | Drôme       | +0019,19         | +0 0001 840,      | +00096,            |
| 26339      | Savasse                   | Commune monopolarisée | Drôme       | +0022,01         | +0 0001 444,      | +00066,            |
| 26352      | La Touche                 | Commune monopolarisée | Drôme       | +0008,29         | +00 000253,       | +00031,            |
|            | Total                     |                       |             | +0486,03         | +00079 786,       | +00164,15          |